# قنيطرة (المتن)
قنيطرة  هي إحدى القرى اللبنانية من قرى قضاء المتن في محافظة جبل لبنان.